# Шувалов, Пётр Андреевич
Граф Пётр Андре́евич Шува́лов (15 [27] июня 1827, Санкт-Петербург — 10 [22] марта 1889, Санкт-Петербург) — русский военный и государственный деятель, генерал-адъютант (27 марта 1866), генерал от кавалерии (1 января 1872), член Государственного совета, генерал-губернатор Прибалтики (1864—1866), шеф Отдельного корпуса жандармов и главный начальник Третьего отделения Собственной Е.И.В. канцелярии (1866–1874), чрезвычайный и полномочный посол в Великобритании (1874—1879), а потом представитель России на Берлинском конгрессе. За своё огромное влияние на императора Александра II получил прозвища «Пётр IV», «Вице-император», «Лев Жандармерии», «Второй Аракчеев».

## Происхождение
Происходил из старшей ветви рода Шуваловых. Родился 15 (27) июня 1827 года. Его отец, граф Андрей Петрович, был обер-гофмаршалом и членом Государственного совета. Мать Фёкла (Текла) Игнатьевна Валентинович (1801—1873), в первом браке была замужем за П. А. Зубовым. Братья и сёстры: Павел (1830—1908, дипломат), Софья (1829—1912, замужем за членом Государственного совета А. А. Бобринским), Ольга (1833—1859).

## Служба
Шувалов воспитывался в Пажеском корпусе, по окончании которого камер-пажом был произведён 10 августа 1845 года в корнеты и начал свою военную службу в лейб-гвардии Конном полку. В следующем году он был уже произведён в поручики, в 1851 году — в штаб-ротмистры, а в декабре 1852 года — в ротмистры. В Крымской войне (1853—1856) был в составе войск, охранявших южное побережье Балтийского моря, в качестве командира 5-го эскадрона лейб-гвардии Конного полка.
В августе 1854 года, назначенный адъютантом военного министра, Шувалов приехал в Санкт-Петербург и вскоре был командирован в Киев и в некоторые другие города, чтобы ускорить выступление в поход резервных бригад 8-й, 16-й и 17-й пехотных дивизий и батарей 5-й и 6-й артиллерийских дивизий. Кроме того, ему было поручено следить за транспортированием пороха в Крым. Выполнив возложенные на него поручения, Шувалов отправился в Севастополь, но пробыл там недолго, всего два месяца. Из Севастополя он был командирован в Казань для отправки в Крым пороха с казанского завода. Вернувшись в Севастополь, незадолго до занятия его союзными войсками, принимал участие в отбитии штурма 27 августа 1855 и за храбрость, оказанную в этом деле, был награждён орденом Святого Владимира 4-й степени с мечами.

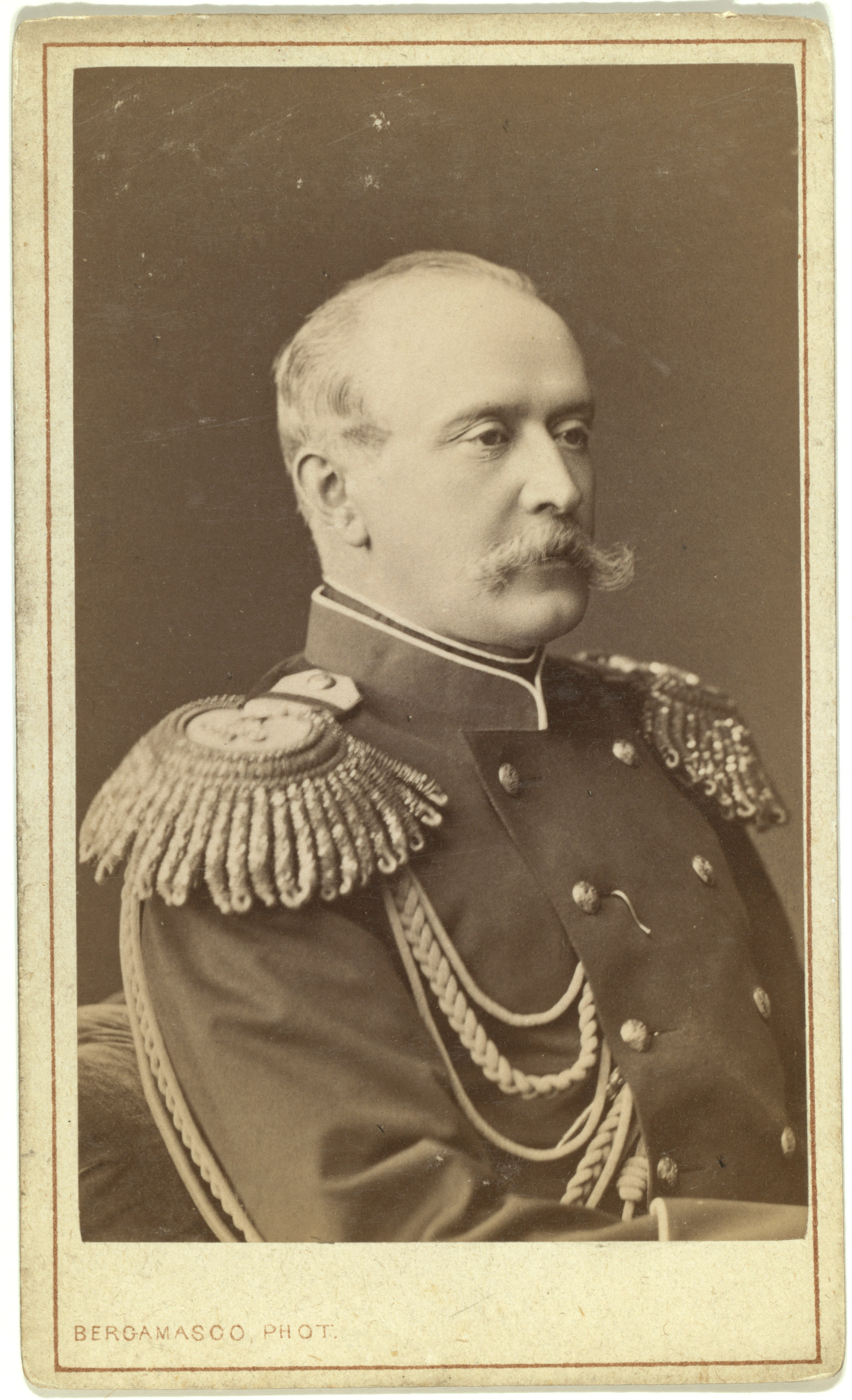
П. А. Шувалов в 1880-е годы.

По возвращении в Петербург он был назначен флигель-адъютантом в сентябре того же года, а в начале следующего года отправился в Париж вместе с князем А. Ф. Орловым, назначенным представителем России в Париже для заключения мирного трактата. Это были первые шаги Шувалова на дипломатическом поприще. Возвратясь в апреле того же года в Петербург, он был произведён в полковники, а в ноябре был командирован в 6-й армейский корпус для наблюдения за его расформированием и приведением в мирный состав.
По окончании этой командировки, выполненной вполне успешно, Шувалов в феврале 1857 года был назначен исправляющим должность Санкт-Петербургского обер-полицеймейстера. С этого времени собственно и начинается его влияние на внутреннюю политику России. В декабре того же года он был произведён в генерал-майоры, назначен в свиту Е. И. В. и утверждён в занимаемой им должности обер-полицмейстера. Зная, какого невысокого мнения петербургское общество о своей полиции, он употреблял большие усилия, чтобы поднять репутацию последней в глазах населения столицы.
Пробыв три с половиной года во главе Санкт-Петербургской городской полиции, Шувалов в ноябре 1860 года был назначен директором департамента общих дел министерства Внутренних Дел и, кроме того, членом комиссии о губернских и уездных учреждениях. Занимая пост директора департамента, он примкнул к партии ярых противников отмены крепостного права, во главе которой стояли его отец, кн. В. В. Долгорукий и кн. А. С. Меншиков. Вслед за увольнением Ланского и Н. А. Милютина из министерства Внутренних Дел влияние Шувалова значительно усилилось, особенно со времени назначения его начальником штаба корпуса жандармов и управляющим III Отделением Собственной Его Императорского Величества канцелярии. Входил в Остзейский комитет по реформе землевладения в Остзейском крае.
Спустя три года, в 1864 году, он был произведён в генерал-лейтенанты и назначен исправляющим должность Лифляндского, Эстляндского и Курляндского генерал-губернатора и командующего войсками Рижского военного округа. Назначение на эти важные и ответственные, особенно в то время, посты в такие молодые годы (ему было всего лишь 36 лет) ясно указывало на широкое доверие, с каким относилось к нему правительство. Однако, утверждённый в следующем году в занимаемых им должностях, он через год уже оставил Прибалтийский край, будучи назначен генерал-адъютантом к Е. И. B., а вслед за тем шефом жандармов и главным начальником III-го отделения Собственной Е. И. В. канцелярии (1866—1874).
Влиянию Шувалова на внутреннюю политику в течение семи лет (с 1866 по 1874 годы) придавалось такое значение, что его называли «вице-императором», «Петром IV», «вторым Аракчеевым». В то же время это далеко не светлые страницы в его биографии. Будучи ближайшим советником императора Александра II, он на посты министров внутренних дел и юстиции рекомендовал таких же противников всяких реформ, каким был сам. В 1872 году Шувалов был произведён в генералы от кавалерии. Между тем влияние его на внутреннюю политику мало-помалу стало уменьшаться и переходить к Д. А. Милютину. Тогда Шувалов начал интересоваться внешней политикой России и в 1874 году был назначен членом Государственного совета и чрезвычайным полномочным послом при Её Величестве королеве соединенных королевств Англии и Ирландии.
Это новое назначение оказалось для Шувалова неудачным, так как он не мог успешно бороться с такими крупными дипломатическими талантами, как Дизраэли лорд Биконсфильд. Тот всегда легко его проводил, и Шувалов обыкновенно последним узнавал то, что должен был бы[кому?] знать первым. Дипломатическая деятельность его полна самых непростительных[кем?] промахов, начавшихся уже с первого года его заявлением о том, что мы[кто?] не займем Хивы и её территории. Это заявление связало нам руки, когда наши войска взяли Хиву. Затем следовал целый ряд уступок англичанам в Афганистане без всякой со стороны их компенсации.
Особенно же вредна была для России слабость Шувалова по отношению к англичанам во время Русско-турецкой войны 1877—1878. Будучи противником вооружённого вмешательства в дела Балканского полуострова, он всячески старался оттянуть объявление войны, что дало возможность туркам прекрасно вооружиться. Действуя в этом направлении, он 31 марта 1877 года подписал вместе с лордом Дерби протокол, в силу которого Европа соглашалась на улучшения участи турецких христиан.
Однако, несмотря на это, через три недели война была объявлена. Тогда, уверяя русское правительство, что Англия решилась во что бы то ни стало воевать, он помог последней добиться того, что Россия обещала ей не переносить военных действий в восточную часть Средиземного моря. Следствием этого явилось полное бездействие нашего Балтийского флота, невозможность блокировать Константинополь и воспрепятствовать Египту открыто помогать Турции. Когда же русские войска перешли Балканы и подступили к стенам Константинополя, то, по настоянию гр. Шувалова, военные действия были приостановлены, что дало полную возможность Австро-Венгрии и Англии действительно приготовиться к войне.
Затем, принимая участие в пересмотре Сан-Стефанского договора, и являясь одним из представителей России на Берлинском конгрессе, Шувалов своей деятельностью содействовал тому, что конгресс держав свёл на нет многие успехи (как военные, так и дипломатические), добытые Россией в ходе и по завершении Турецкой войны. После конгресса Шувалов ещё объехал европейские дворы с уверениями в миролюбивом настроении России и тогда уже вернулся в Лондон. В следующем году Германия заключила тайный союз с Австро-Венгрией против России. Узнав об этом, русское правительство направило Шувалова к Бисмарку и в Вену. Это было последнее данное ему дипломатическое поручение, так как в том же году он был уволен от звания великобританского посла.
Однако есть и другая оценка деятельности Шувалова. По мнению видного историка Виноградова, «Манеры светского человека, общительность, приятная внешность, помогали ему проникать не только в кабинеты министров, но и в салоны их супруг. В высших сферах Лондона его стали именовать просто „Шу“, а добиться подобного было нелегко. Исследователя, знакомящегося с его депешами, и по сей день поражает степень его осведомленности в британских правительственных делах: его донесения чуть ли не текстуально передавали не только решения кабинета, но и ход прений, и мнения отдельных выступавших в них, хотя это нигде не фиксировалось, кроме частных записей».
По восшествии на престол императора Александра III Шувалов был послан к императору австрийскому и королю итальянскому с поручением доставить собственноручные известительные письма о восшествии императора Александра III на Всероссийский престол. По выполнении этого поручения ему повелено было присутствовать в департаменте законов Государственного совета, но уже в следующем году он по болезни был уволен от этого присутствия. Затем, два года спустя, он был назначен членом особой комиссии, учреждённой для составления проектов местного управления.
Умер в Санкт-Петербурге 10 (22) марта 1889 года. Похоронен в Софийской церкви имения «Вартемяги» — родовой усыпальнице графов Шуваловых (Санкт-Петербургская губерния).

## Военные чины
- Корнет (10.08.1845)
- Поручик (16.12.1846)
- Штабс-ротмистр (08.08.1851)
- Ротмистр (06.12.1852)
- Флигель-адъютант (13.09.1855)
- Полковник (15.04.1856)
- Генерал-майор (06.12.1857)
- Генерал-лейтенант (15.12.1864)
- Генерал-адъютант (27.03.1866)
- Генерал от кавалерии (01.01.1872)

## Награды
- Орден Святого Владимира 4-й степени с мечами (28.08.1855)
- Орден Святого Владимира 3-й степени с мечами (30.04.1859)
- Орден Святого Станислава 1-й степени (17.04.1860)
- Орден Святой Анны 1-й степени (17.04.1863)
- Золотой палаш с надписью «За храбрость» (09.05.1863)
- Орден Святого Владимира 2-й степени с мечами (16.04.1867)
- Орден Белого орла (30.08.1868)
- Орден Святого Александра Невского (17.04.1870)
- Бриллиантовые знаки к ордену Святого Александра Невского (11.01.1874)
- Орден Святого Владимира 1-й степени (24.10.1879)
- Знак отличия беспорочной службы за XL лет (22.08.1885)

Иностранные:
- Ганноверский Королевский Гвельфский орден 4-й степени (1855)
- Гессен-Дармштадтский Орден Людвига, большой крест (1855)
- Баварский Орден Заслуг Святого Михаила, большой крест (1864)
- Французский Орден Почётного легиона, великий офицер (1867)
- Прусский Орден Короны 1-й степени (1867)
- Вюртембергский Орден Фридриха 1-й степени (1867)
- Гессен-Дармштадтский Орден Филиппа Великодушного 1-й степени (1867)
- Баварский Орден Гражданских заслуг Баварской короны, большой крест (1868)
- Табакерка с портретом короля Пруссии Вильгельма I (1870)
- Саксен-Веймарский Орден Белого сокола (1870)
- Вюртембергский Орден Вюртембергской короны, большой крест (1871)
- Австро-Венгерский Австрийский орден Леопольда, большой крест (1872)
- Турецкий Орден Османие 1-й степени (1872)
- Прусский Орден Красного орла, большой крест (1872)
- Австро-Венгерский Королевский венгерский орден Святого Стефана, большой крест (1874)
- Бельгийский Орден Леопольда I, большой крест (1874)
- Саксонский Орден Рутовой короны, большой крест (1874)
- Нассауский Орден Золотого льва Нассау (1874)
- Греческий Орден Спасителя, большой крест (1876)

## Семья

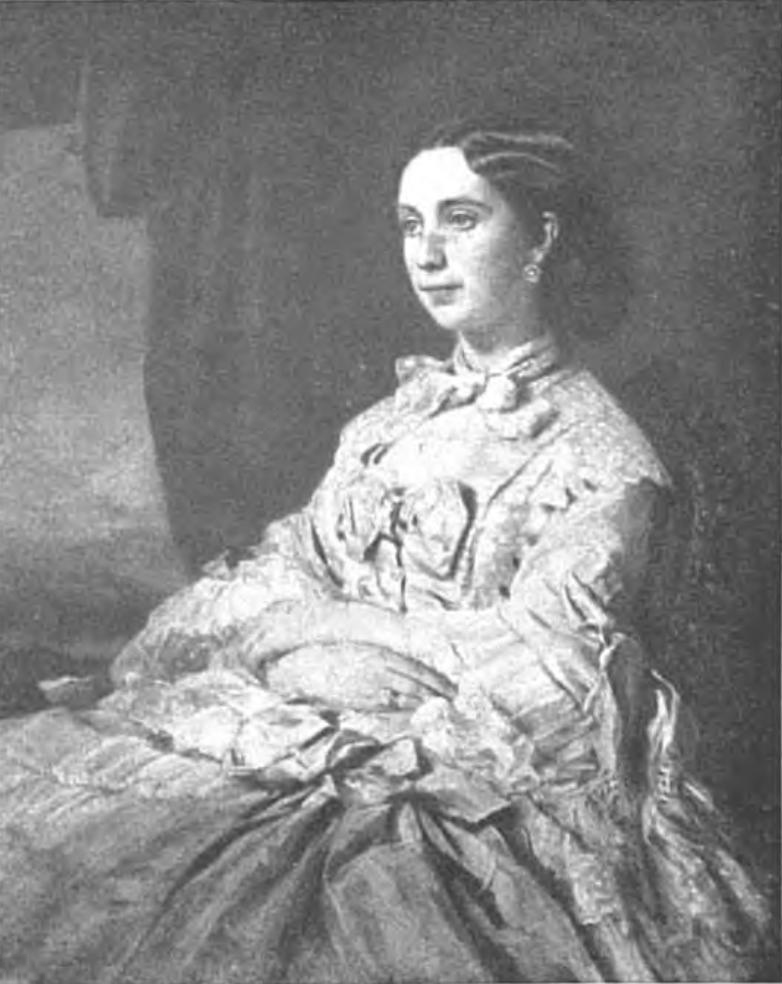
Елена Ивановна Шувалова на портрете Ф. К. Винтерхальтера

С 24 мая 1864 года граф Шувалов был женат на вдове графине  Елене Ивановне Орловой-Денисовой (1830—1922), внучке графа Г. А. Строганова и сестре войскового наказного атамана Войска Донского М. И. Черткова. В браке имели одного сына Андрея (1865—1928).
По словам П. А. Валуева, графиня Шувалова была женщина умная, бойкая и имела положительное влияние на своего мужа, единственное чего ей не доставало это образования. 28 марта 1871 года была пожалована в кавалерственные дамы ордена Святой Екатерины (меньшого креста).
Вслед за своей невесткой, Елизаветой Чертковой, графиня Шувалова увлеклась проповедями лорда Редстока и стала членом Петербургской общины евангельских христиан-пашковцев. Благодаря этому собрания пашковцев происходили в подвальном этаже дома Шуваловых, в комнате верующего кучера семьи, — при том, что граф в этот период служил начальником Главного Жандармского Управления, а собрания пашковцев правительством были запрещены. Пользуясь своим положением, Шувалова помогала преследуемым штундистам и часто обращалась с ходатайствами об одном или о нескольких ссыльных, об облегчении наказания или даже полном освобождении сосланных за веру. И просьбы её часто увенчивались успехом.
В последние годы супруги жили отдельно, графиня много времени проводила в Москве. На похоронах мужа она протестовала против обрядов православной церкви над покойным и протест свой закончила тем, что уехала с похорон.
Елена Ивановна стала прототипом графини Катерины Ивановны Чарской в романе Л. Н. Толстого «Анна Каренина».